# Wala Kuźmyna
Wala Kuźmyna (ukr. Валя Кузьмина) – wieś na Ukrainie, w obwodzie czerniowieckim, w rejonie hlibockim.
W 1497 roku w bitwie w bukowińskim lesie w okolicach miejscowości wycofujące się z Mołdawii wojska Jana Olbrachta doznały porażki w bitwie z wojskami wołoskimi Stefana Wielkiego.